# NGC 2736
NGC 2736 nazývaná Tužka je emisní mlhovina, která je součástí rázové vlny supernovy, která se setkala s oblastí hustého plynu. Nachází se nedaleko pulzaru Vela v souhvězdí Plachet. Je dlouhá asi 5 ly[zdroj?] a rozkládá se asi 815 ly od Země. Interakce mezi rázovou vlnou a oblastí hustého plynu způsobuje, že mlhovina září a jeví se jako zvlněná.
Předpokládá se, že vznikla rázovou vlnou z většího zbytku supernovy v Plachtách. Zbytek supernovy v Plachtách samotný měří kolem 114 světelných let a je to rozpínající se mračno trosek z hvězdy, která explodovala asi před 11 000 lety. NGC 2736 se pohybuje rychlostí 180 km/s.

## Historie
Mlhovina byla objevena 1. března 1835 astronomem Johnem Herschelem,
který v té době konal pozorování na Mysu Dobré naděje na jihu Afriky. Pojmenování ji dal John Herschel podle jejího tvaru připomínající tužku.

## Vznik
Před 11 000 lety došlo v souhvězdí Plachet k výbuchu supernovy. Po této explozi zde zbyl rotující pulsar a zbytky supernovy, které se z počátku pohybovaly rychlostí 9 720 km/s. Zbytek supernovy se stále rozpíná, rychlost však klesá. Mlhovina Tužka, která je částí rázové vlny, se pohybuje už jen rychlostí 180 km/s. Svůj tvar získala interakcí s oblastí hustého plynu.
Jak vlna postupovala prostorem, narážela do mezihvězdné hmoty. Tak došlo k zahřívání na miliony stupňů, po ochlazení pak tato vlna vydává viditelné světlo.